# Grupo Aeroportuario del Sureste
Grupo Aeroportuario del Sureste (ASUR) — мексиканская компания, оператор аэропортов на юго-востоке Мексики, а также в Колумбии и Пуэрто-Рико.

## История
Grupo Aeroportuario del Sureste (ASUR, «Группа аэропортов юго-востока») была основана в 1998 году в ходе приватизации аэропортов Мексики. В 2000 году акции компании были размещены на Мексиканской и Нью-Йоркской фондовых биржах.
В 2012 году совместно с американской инвестиционной компанией Highstar Capital была получена концессия на управление крупнейшим аэропортом Пуэрто-Рико, Сан-Хуан.
В 2017 году за 262 млн долларов были куплены колумбийские компании Airplan и Aeropuertos de Oriente, имевшие концессии на 6 аэропортов в Колумбии, включая Рионегро, второй крупнейший в стране.

## Деятельность
Аэропорты компании по пассажиропотоку в 2023 году:
- в Мексике — Канкун (32,75 млн), Мерида (3,67 млн), Оахака[англ.] (1,69 млн), Веракрус[англ.] (1,67 млн), Вильяэрмоса[англ.] (1,40 млн), Уатулько[англ.] (915 тыс.), Косумель (678 тыс.), Тапачула[англ.] (554 тыс.), Минатитлан[англ.] (142 тыс.);
- в Коста-Рике — Сан-Хуан (12,20 млн);
- в Колумбии — Рионегро (11,78 млн), Монтерия (1,29 млн), Медельин[англ.] (1,24 млн), Кибдо[англ.] (354 тыс.), Апартадо (205 тыс.), Коросаль (26,4 тыс.).